# 康楽県
康楽県（こうらく-けん）は中華人民共和国甘粛省臨夏回族自治州に位置する県。県人民政府の所在地は附城鎮。

## 地理
甘粛中南部、臨夏の南部の海抜2000m、黄土高原と青蔵高原の間の過渡地帯に位置する。
低温帯半湿潤の気候で、四季ははっきりしており、年平均気温は6℃。

## 歴史
歴史上、康楽はシルクロード上の定期市が開かれた要衝であった。
1932年（民国21年）6月、臨洮県・岷県・臨潭県の一部に洮西設治局を設置。1933年（民国22年）2月、康楽設治局と改称。1940年（民国29年）8月に康楽県に改編。

## 行政区画
5鎮、10郷を管轄：
- 鎮：附城鎮、蘇集鎮、胭脂鎮、景古鎮、蓮麓鎮
- 郷：康豊郷、虎関郷、流川郷、白王郷、八松郷、鳴鹿郷、八丹郷、上湾郷、草灘郷、五戸郷

## 経済
康楽の経済は農業が主で、ソラマメ、アブラナや林木などを生産する。